# Jacques Suares
Jacques Suares de Sainte-Marie, (né en novembre 1552 au Portugal mort en mai 1614 à Paris), est un ecclésiastique portugais qui fut évêque de Sées de 1612 à 1614.

## Biographie
Jacopo Suares surnommé par Pierre de L'Estoile le « Cordelier portugais » est un membre de l'ordre des Frères mineurs. Il avait accompagné le prétendant Antonio à la cour de France en 1581 et s'y était définitivement établi après la mort de celui-ci à Paris en 1595. Il acquiert une grande réputation de prédicateur et le roi Henri IV le nomme son prédicateur ordinaire et celui de Marguerite de Valois. C'est lui qui prononce en 1610 l'oraison funèbre du roi. la reine Marie de Médicis, régente du royaume, lui donne l'évêché de Séez le 8 juin 1611. Il est nommé en janvier 1612 et consacré en mars de la même année. Il prend Jacques Camus de Pontcarré comme coadjuteur dès juin 1612 et meurt le 30 mai 1614.
Il est l'auteur d'un commentaire sur les deux premiers chapitres de la Genèse, imprimé a Nantes en 1585, de 23 sermons sur les trois premiers chapitres de l'Apocalypse et des sermons pour l'avent et le carême.

## Œuvres principales
- Cosmopeia in duo prima capita Genesis, R.P. fratris Jacobi a S. Maria, 1585
- Torrent de feu sortant de la face de Dieu pour desseicher les eaux de Mara encloses dans la chossée du Molin d'Ablon, où est amplement prouvé le Purgatoire et suffrages pour les trespassez, et sont descouvertes les faussetez et calomnies du ministre Molin 1603
- Sermons pour les octaves du Saint-Sacrement de l'autel, contenantz huict causes pour lesquelles Nostre Seigneur nous a laissé sa chair et son sang réallement et substantiellement en ce très auguste Sacrement. 1605
- Sermon funèbre, fait aux obseques de Henri IIII [Texte imprimé]. Roy de France & de Navarre, le 22 de juin 1610, dans l'église de S. Jacques de la Boucherie. 1610[2]